# My World (видео)
My World — первый DVD канадской певицы Аврил Лавин. На диске записан концерт, который прошёл во время тура Try to Shut Me Up на арене HSBC, Буффало, Нью-Йорк. В основном исполненные песни были с дебютного альбома Let Go, также две кавер-версии и один би-сайд. На компакт-диске три кавер-версии и один сингл.

## Список композиций
1. «Sk8er Boi»
2. «Nobody’s Fool»
3. «Mobile»
4. «Anything But Ordinary»
5. «Losing Grip»
6. «Naked»
7. «Too Much to Ask»
8. «I Don't Give»
9. «Basket Case»
10. «My World»
11. «I'm With You»
12. «Complicated»
13. «Unwanted»
14. «Tomorrow»
15. «Knockin' on Heaven's Door»
16. «Things I’ll Never Say»

Общее время: 68 минут 35 секунд.

## Бонусы
1. Avril’s Cut (съемки за кулисами)
2. Нарезка из неудачных дублей
3. Фотогалерея
4. «Complicated» (видеоклип)
5. «I'm With You» (видеоклип)
6. «Knockin' on Heaven's Door» (видеоклип)
7. «Losing Grip» (видеоклип)
8. «Sk8er Boi» (видеоклип)

Общее время: 59 минут 25 секунд.

## Издание на компакт-диске
Некоторые издания DVD содержат компакт-диск. Все песни на диске — живые выступления, кроме песни «Why», которая изначально появилась на сингле «Complicated».

### Список композиций
1. «Fuel» (live, recorded at MTV)
2. «Basket Case» (live, recorded in Dublin)
3. «Unwanted» (live, Recorded in Dublin)
4. «Sk8er Boi» (live, recorded in Dublin)
5. «Knockin' on Heaven's Door» (live, recorded in Dublin)
6. «Why»